# الحسين بن صفوان البرذعي
الشيخ المحدث أبو علي الحسين بن صفوان بن إسحاق بن إبراهيم البرذعي، صاحب أبي بكر بن أبي الدنيا وراوي كتبه، من الرواة الثقات، قال الخطيب: كان صدوقًا. توفي في شعبان سنة أربعين وثلاثمائة ببغداد.

## روايته للحديث

### حدث عن
محمد بن شداد المسمعي صاحب يحيى القطان ، وعن محمد بن الفرح الأزرق، والقاضي أحمد بن محمد البرتي، وطائفة.

### حدث عنه
منصور بن عبد الله الخالدي، ومحمد بن عبد الله بن أخي ميمي، وأبو عبد الله بن دوست، وأبو الحسين بن بشران، وآخرون.

## الجرح والتعديل
- الخطيب البغدادي: صدوق.
- الذهبي: محدث ثقة.